# Rigadin Napoléon
Pour plus de détails, voir Fiche technique et Distribution.
Rigadin Napoléon ou Napoléon et Rigadin est un film muet français réalisé par Georges Monca, sorti en 1913.

## Synopsis
Rigadin est fiancé à Mme de Bonafait une jeune veuve, qui pratique le culte de l’Empereur Napoléon Ier. Elle possède ainsi un petit musée de reliques, bustes, médailles, monnaies, effigies, qui donnent à Rigadin l'occasion de feindre un égal enthousiasme pour le grand homme. Par malheur, il laisse un jour tomber un petit buste qui se brise, ce que Mme de Bonafait ne lui pardonne pas. Sur ces entrefaites, Rigadin vient à hériter d’un oncle une redingote grise et, bienheureux hasard, un buste de Napoléon. Mais la lettre du notaire est rédigée de telle sorte que Rigadin s'imagine à tort que la redingote de son parent est celle de Napoléon.
Il s’empresse alors d’envoyer une dépêche à sa fiancée pour lui offrir ce précieux vêtement, ce qui le fait rentrer en grâce. Il s’endort, le cœur plein d’espoir et fait un rêve mirifique où, devenu Napoléon lui même, il passe en revue ses troupes et les modernise en leur inculquant quelques notions de gymnastique suédoise et de ju-jitsu. Ensuite, il grimpe sur les Pyramides et prononce un discours qui électrise ses vieux troupiers. Après cela, il se retrouve à Fontainebleau, devant Joséphine, sous les traits de Mme de Bonafait, qui lui tient la cour[pas clair]. Ce beau rêve prend finalement fin et Rigadin Napoléon, redevenu Rigadin tout court, reçoit la visite de Mme de Bonafait, impatiente de posséder la fameuse redingote. Rigadin, tout fier, étale sous ses yeux la vieille redingote grise de son oncle ainsi que le buste en plâtre. Mme de Bonafait se fâche alors et jette le tout à la tête de son trop naïf adorateur.

## Fiche technique
- Titre : Rigadin Napoléon
- Titre alternatif : Napoléon et Rigadin
- Réalisation : Georges Monca
- Scénario : Jacques Marie Boutet de Monvel
- Photographie :
- Montage :
- Société de production : Pathé Frères
- Société de distribution : Pathé Frères
- Pays d'origine :  France
- Langue : film muet avec les intertitres en français
- Métrage : 340 mètres
- Format : Noir et blanc — 35 mm — 1,33:1 — Muet
- Genre :  Comédie
- Durée : 11 minutes 20
- Dates de sortie : 
  - France : 14 octobre 1913

## Distribution
- Charles Prince : Rigadin
- Pépa Bonafé : Madame de Bonafait
- Max Charlier : Napoléon